# Ernesto Ríos Rocha
Ernesto Espiridion Ríos Rocha (Mocorito, Sinaloa, México; 7 de noviembre de 1968), o como se le conoce artísticamente, Ernesto Ríos, famoso artista humanista reconocido por su multifacética carrera como muralista, pintor, escultor, poeta y compositor. Con su obra, el "Icono del muralismo en América y el mundo", ha venido insistiendo en temas de paz, y sostenibilidad medio ambiental.

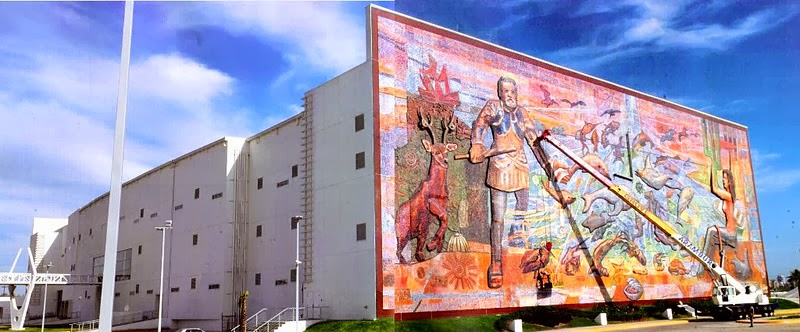
Desarrollo Histórico, Económico y Turístico del Mar de Cortés, The Guinness World Records Official 2009, Mazatlán, Sinaloa México,

## Trayectoria
Estudio con los ayudantes del muralista y pintor Diego Rivera, denominados los Fridos, Arturo García Bustos, Rina Lazo y Enrique Estrada. Su obra artística más conocida está en área de la pintura realista y principalmente en el muralismo. Fue miembro del Jardín del Arte y fundador de la Asociación Plástica Sinaloense, el Taller Siqueiros y actualmente pertenece como presidente honorario y vitalicio de la Organización Mundial de Artistas Integrados OMAI, miembro activo de Arte sin fronteras por la Paz y colabora activamente con asociaciones multiculturales como Lukana, Asociación cultural Aires de Córdoba, Arte sin fronteras por la Paz Projeto miniarte internacional, por mencionar algunas.
Ha realizado 25 exposiciones individuales y más de 120 colectivas en lugares como Colombia, Estados Unidos, Alemania, España, Perú, Argentina, República Dominicana, Cuba, Venezuela, Brasil y en el interior de México.
Desde hace 10 años viene trabajando por el legado histórico cultural, representado en monumentos de interés general. Su nombre ha servido para visibilizar ante los medios de comunicación el deterioro de murales, esculturas y monumentos no solo de la ciudad de Culiacán sino del estado de Sinaloa e incluso obras públicas en otros países que se encuentran en mal estado, como también crear conciencia en autoridades culturales por el mantenimiento y preservación de los mismos.

## Obra
La obra de Ríos es de estilo figurativo-surrealista y está inspirada en temas del medio ambiente, sostenibilidad y paz, y de alguna forma con la pintura de David Alfaro Siqueiros y no con el trabajo de los muralistas de Francisco Toledo, Diego Rivera, Pablo O'Higgins, José Luis Cuevas, Rufino Tamayo, Gerardo Murillo, José Clemente Orozco de quienes se apartó conceptualmente logrando así desarrollar un estilo con carácter propio. Aunque es conocido por los murales y por obras de caballete de estilo figurativo (especialmente retratos), sus obras abstractas han sido objeto de estudios y conceptos favorables de críticos de arte como Berta Taracena, Miguel Darío Polanía Rodríguez, Manuel Tiberio Bermúdez, Francisco Arroyo Ceballos entre otros.

### Piramidismo cromático
En 2019 junto con el maestro ecuatoriano Gonzalo Tallo Silva empezaron a crear obras que han denominado "Piramidismo cromático", una nueva tendencia pictórica que se está extendiendo por diversos países con obras monumentales en Colombia, México,  Ecuador, Estados Unidos, y Puerto Rico entre otros. En agosto de 2021 se lanzó convocatoria internacional para realizar e itinerar el mural desmontable más grande del mundo bajo la categoría del mayor número de artistas convocados alrededor del planeta

Mural "Sinaloa Siglo XXI, Fusión Histórica de Dos Razas", Centro Internacional de convenciones de Mazatlán Sinaloa México

### Murales
Es uno de los artistas que más murales públicos ha realizado en México, incluso algunas de sus obras se encuentran en la ciudad de Neiva Colombia. Se aparta de las técnicas convencionales del muralismo, en sus obras insiste en fusionar la herrería, cerámica, escultura y pintura. A la fecha cuenta con más 30 murales en espacios públicos arquitectónicos urbanos:
- 1985 - “Pasa hombre”, Templo católico Santo Tomás de Aquino, Oaxaca de Juárez, Oaxaca - México.
- 1989 -“Desarrollo y transformación académico-revolucionaria”, Biblioteca Universiadad Autónoma de Sinaloa, Guamúchil, Sinaloa México.

- 1989, 1990 - “Historia, Deporte, Cultura y Recreación”, Parque "Ernesto Millán" o Parque Culiacán 87, Culiacán, Sinaloa México.
- 1990 - “Resurgimiento de la Medicina Municipal”, Auditorio Dirección Municipal de Salud, Guamúchil Sinaloa México.
- 1991 - “Creación de la Idea”, Casa Partículas del Gobierno de Guerrero, Acapulco, Guerrero, México.
- 1995 - “Mocorito, Una historia, una familia”, Academia de la Cultura Hernández Tyler, Culiacán, Sinaloa México.

- 1995 - “La Educación de Conafe”, Culiacán, Sinaloa México
- 1997 - “Dalis”, Discoteca Dalis. Mochis,  Sinaloa México
- 1999 - “Fogaos”, Restaurante Fogaos, Culiacán, Sinaloa México.
- 2000 - “Toshiro Sushi”, Culiacán, Sinaloa, México.

- 2001 - “Granito de Oro”, Mocorito, Sinaloa México.
- 2001 - “Raíces de la Cruz”, La Cruz de Elota, Sinaloa México.

- 2002 - “La Historia del PAN en Sinaloa”, Culiacán, Sinaloa México.

- 2002 - “Culiacán, Raíces Históricas y Culturales”, interior Ayuntamiento de Culiacán, Sinaloa México.

- 2003 - “Agua de Vida”, Culiacán, Sinaloa México

- 2004 - “Adiós Polio”, Culiacán, Sinaloa México[51]
- 2007 “Esencia del Espíritu”, Guamúchil, Sinaloa México.
- 2008 - “Sinaloa Siglo 21, Fusión Histórica de Dos Razas”, Mazatlán, Sinaloa México.

- 2009 -“Desarrollo Histórico, Económico y Turístico del Mar de Cortés”, registrado en el 2009 como el mural más grande del mundo en "The Guinness World Records", Mazatlán, Sinaloa México.[52][53][54]
- 2011 - “Antología del Cine”, Citicinemas de la Isla Musalá, Culiacán, Sinaloa, México.
- 2012 -“Neiva 400 Años", Parque de la música Jorge Villamil Cordovez,[55] Neiva Huila Colombia[56][57][58]

- 2012 -“Universidad de Talla Mundial", Universidad Cooperativa de Colombia sede Neiva Huila Colombia.[59][60]
- 2013 -"La esencia del espíritu", Entrada al Auditorio Universidad Surcolombiana, Neiva Huila Colombia.
- 2013 - “La historia de Pericos”, Sindicatura de Pericos, Mocorito, México..
- 2014 - "Ateneo sinaloense", Mocorito, Sinaloa México.[61][62][63][64][65][66][67]
- 2014 - “El ocaso de José Sabás de la Mora”, Hotel Boutique La Cuartería, Mocorito, Sinaloa, México.
- 2018 - "Linces comprometidos con Sinaloa", Universidad Autónoma de Occidente de Sinaloa, Culiacán, Sinaloa - México.[68][69]
- 2018 - "Badiraguato, legado 2018", Municipio de Badiraguato, Sinaloa México.[70]
- 2023 - "Hasta La Cúspide", Universidad Autónoma de Sinaloa -UAS-, Culiacán Sinaloa, México.
- 2023 - "5 Regiones de Badiraguato", interior sede presidencia municipal de Badiraguato, Sinaloa, México.
- 2023 - "Los carabineros de Santiago de Badiraguato", ubicado en el mirador "San Judas" Badiraguato, Sinaloa, México.
- 2022 - "Los 7 pueblos de Tlahuac", ubicado en la Casa Cultural de Historia de Tláhuac, CDMX.
- 2023 - "Vigilancia y Seguridad de Badiraguato", en la sede Municipal de Seguridad Pública, Municipio de Badiraguato, Sinaloa México.[71]

#### El mural más grande del mundo
“Desarrollo histórico, económico y turístico del mar de Cortés”, es una obra de estilo figurativo-surrealista, con la singularidad de ser desmontable, con una dimensión de 1,678.43m², medidas que lo llevaron a ser registrado en el año 2009 en el Récords Mundiales Guinness como el mural más grande del mundo, bajo la categoría de ser realizado por un solo artista.
El mural se encuentra en la ciudad de Mazatlán México,  está construido en el costado exterior de la moderna edificación del Mazatlán International Center , un edificio inteligente localizado en la zona de la Marina. El mural fue inaugurado en el 2009 y su construcción tardó 18 meses, fue realizado con la técnica de la esculto-pintura mixta.
La obra es conocida no solo por su tamaño sino por la fusión de técnicas artísticas ejecutadas en su elaboración (Mosaico, herrería forjada, pisos, azulejos, talavera, cantera, cerámica, barro, pigmentos y materiales fijados en hornos de alta temperatura), y el complejo sistema de armado como el de un rompecabezas, el cual se hizo en tierra firme.
El mural se compone de 105 placas de concreto reforzado con acero que forma una composición alegórica al mar de Cortés, cada una de ellas con una dimensión de 5 X 3 metros, instalada con la asistencia de ingenieros, arquitectos y grúas mecánicas de gran alcance.

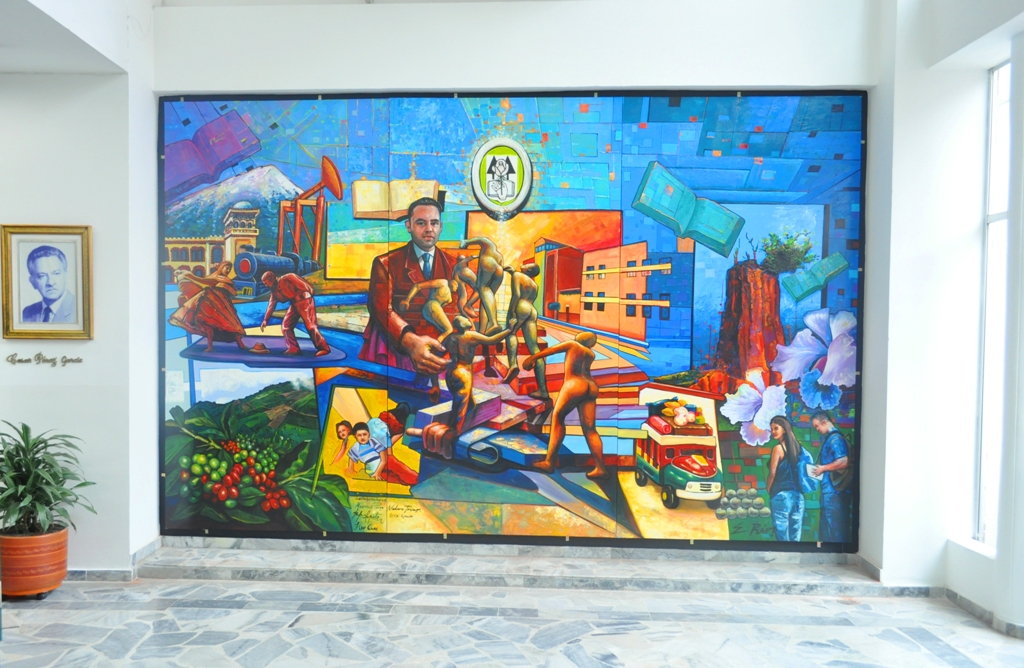
“Universidad de Talla Mundial", Universidad Cooperativa de Colombia, Neiva Huila Colombia.

### Pintura de Caballete
Las obras de caballete son intervenidas con técnicas mixtas, es el resultado de la fusión de escuelas del realismo y el surrealismo. Trabaja temas del apocalipsis donde intervienen personajes contemporáneos con mensajes históricos y críticos que inducen a la reflexión del espectador. Algunas de sus obras como "Enlace Estético", "La Puerta de Aser", "Posesión", "Jinetes del Apocalipsis", "La Isla de Patmos", "Torcedura Científica", "La crisis" y otras fueron expuestas en Colombia durante la exposición retrospectiva 2007 en el Museo de Arte Contemporáneo del Huila en Neiva y el Cuarto Festival Internacional de Pintura en Pitalito.
Conocido también por los shows de retratos que pinta en minutos con la técnica al óleo, utilizando modelo en vivo, este tipo de presentaciones las realiza durante inauguraciones de exposiciones, actos artísticos u homenajes que realizan en su nombre.

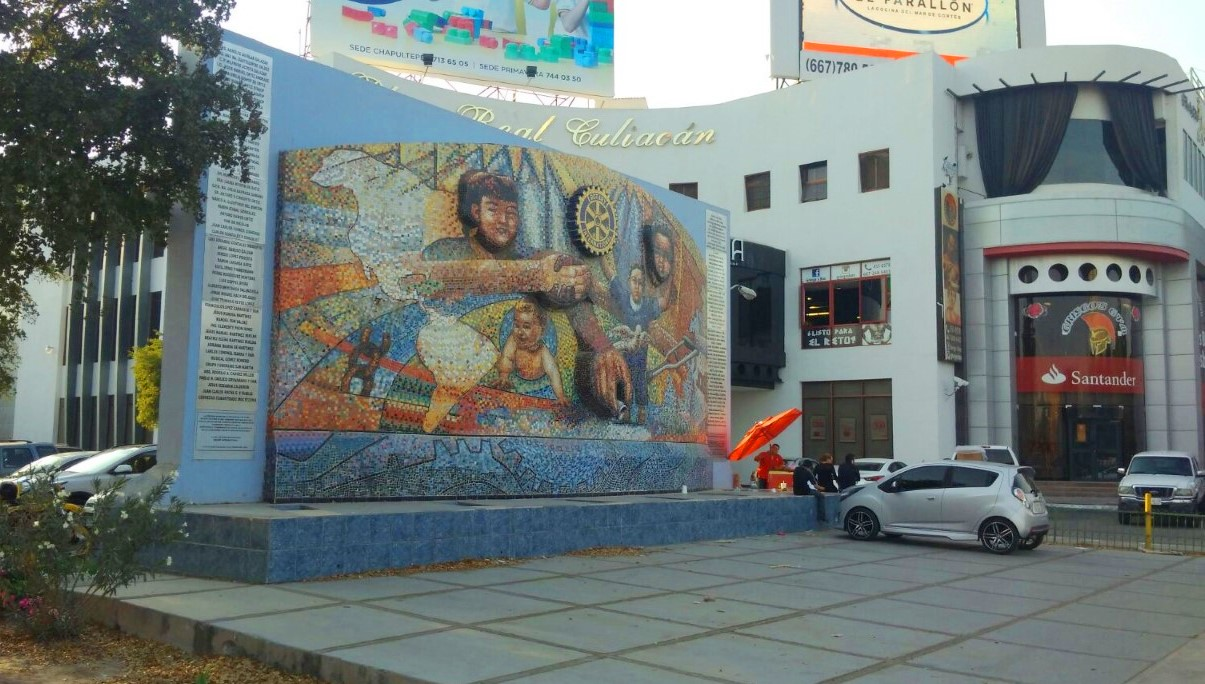
“Adiós Polio”, Obra realizada con la técnica del mosaico, Culiacán, Sinaloa - México.

#### Exposiciones individuales
Durante los últimos 30 años ha realizado exposiciones como:
- 1985 - "Dibujo a lápiz", Teatro Alcalá, Oaxaca México.
- 1987 - "Encáustico", Bellas Arte UABJO, Oaxaca México.
- 1987 - "Secuencia", Metro Universidad, Distrito Federal, México.
- 1990 - "Olas y modelos", Galería Centro Internacional, Acapulco México.
- 1995 - "Variaciones", Galería Arte Joven, Culiacán Sinaloa México.
- 1996 - "Figuras y pensamiento", Sala Mezzanine, Palacio Legislativo de San Lázaro, Distrito Federal, México.
- 2000 - "Esencias de expresión", Museo de Arte de Sinaloa, MASIN, Culiacán, Sinaloa México.
- 2007 - "Torsos y Conceptos", Museo de Arte Contemporáneo del Huila, Neiva Colombia.
- 2008 - "Encrucijadas", Galería Frida Kahlo, Universidad Autónoma de Sinaloa, Culiacán Sinaloa México.
- 2009 - "Retrospectiva 10 años", Museo de Arte de Mazatlán, Mazatlán, Sinaloa México.
- 2013 - "Homenaje a Ernesto Ríos", Sala Aires,[89][90][91] Córdoba España.

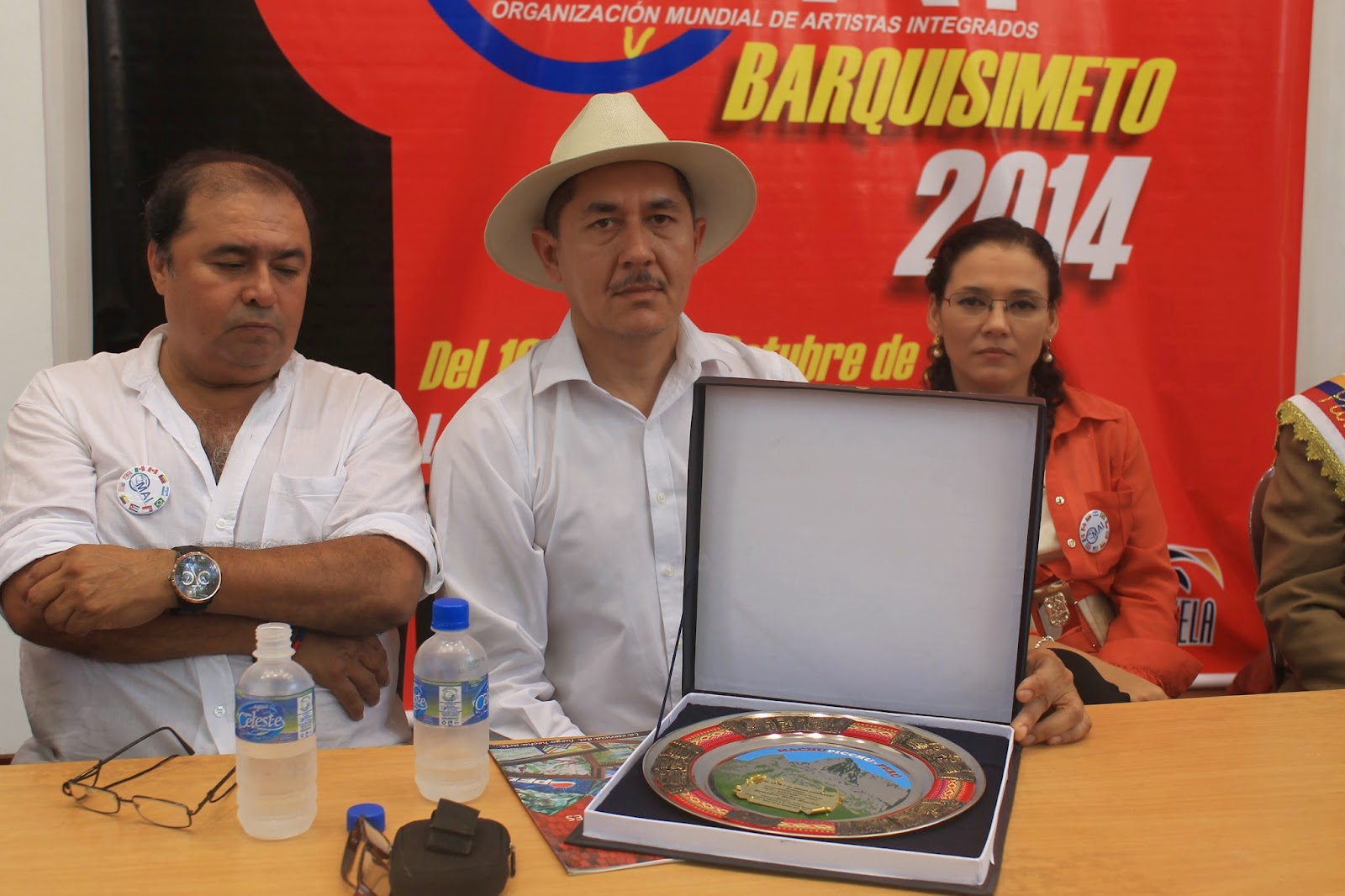
Reconocen a Ernesto Ríos Rocha en Barquisimeto, Venezuela.

### Obra Literaria
En el 2015 presentó el libro "Viaje al Corazón", una publicación de reflexiones con la que pretende llegar a la espiritualidad de los lectores.

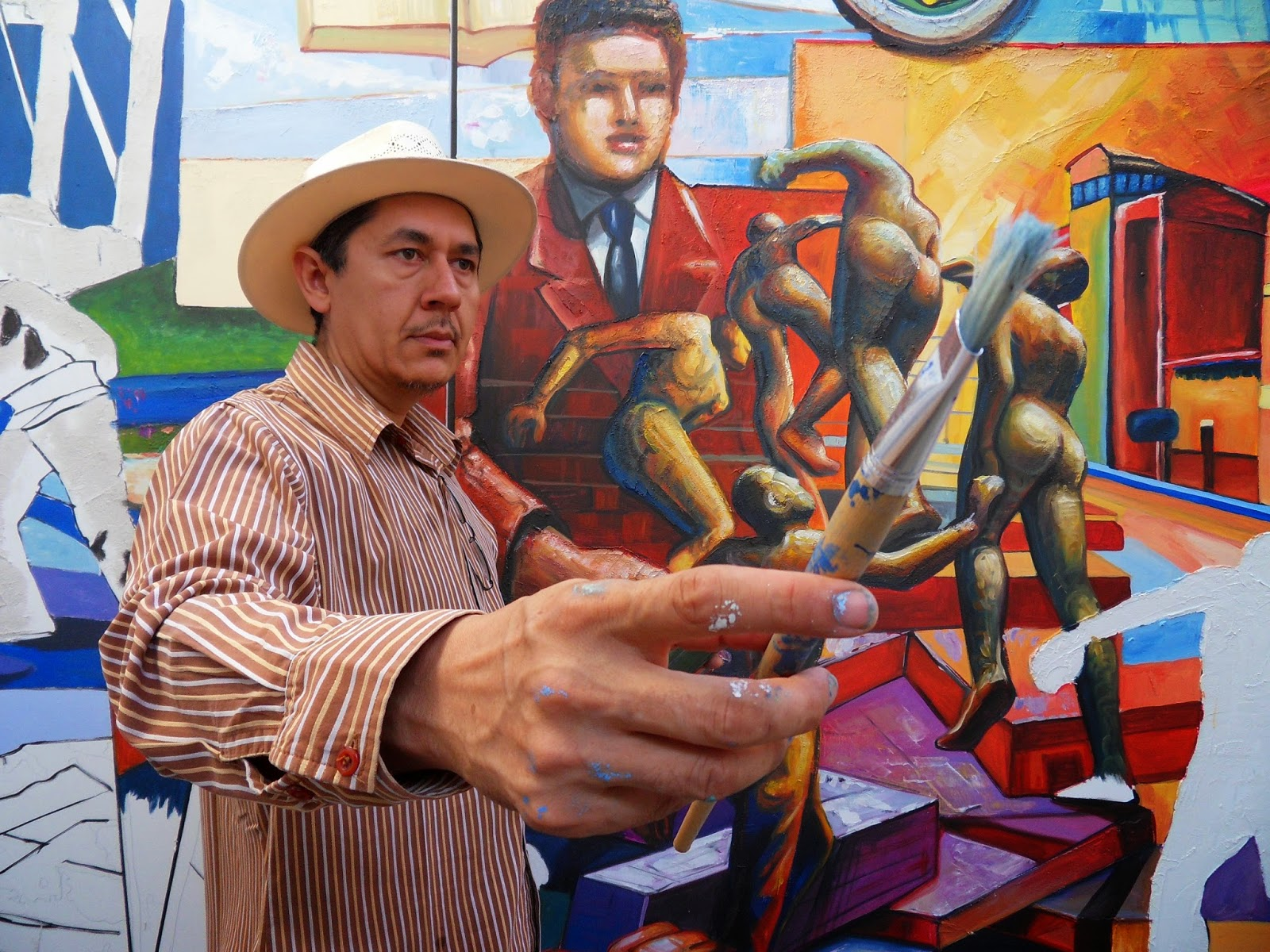
Muralista Ernesto Ríos Rocha

### Obra Musical
Es compositor de canciones de música norteña mexicana como "Canción a la Paz y al Amor", "Los Barzones", "Los Arrieros ", "Flor" entre otros temas.

### Esculturas
- Monumento "Integración Familiar",[97] Mocorito, Sinaloa México.
- Monumento "Álamo Grande",[98] Culiacán, Sinaloa México.

## Distinciones
Durante la carrera artística Ríos Rocha ha recibido premios, homenajes y reconocimientos dentro y fuera de territorio mexicano como:
- 1998 - "Tercer Premio Antonio López Sáenz", Cien Sinaloenses en la Plástica, Culiacán, Sin. - México.

- 2000 - "Mención honorífica", en el segundo lugar del 18 Salón de la Plástica Sinaloense.

- 2001 - "Galardón de la noche" de Los Soles", distinción por pintura, Culiacán, Sin. - México.[99]

- 2009 - "Guinness World Records", Mazatlán Sin. - México.[100]

- 2011 - "Medalla Paul Harris", Culiacán, Sin. - México.[101]

- 2012 - "Grano de Oro", Culiacán, Sin. - México.[102]
- 2012 - "Reconocimiento y homenaje", Museo de Arte Contemporáneo del Huila en Colombia.[103]

- 2013 - "Exposición y homenaje", Sala Aires Córdoba en España.[104][105][106][107]

- 2014 - "Reconocimiento", Cumbre OMAI, Barquisimeto - Venezuela.[108]

- 2016 - Festival Cultural del Cusco, Cusco, - Perú 2016.[109]

- 2013 - "Homenaje", Universidad Cooperativa de Colombia de Colombia sede Neiva, Huila - Colombia.[110]

- 2017 - 27.º Intercâmbio Internacional Miniarte, Porto Alegre - Brasil.[111]

- 2017 - Festival internacional arte sin fronteras por la Paz de Colombia en el Museo de Arte Contemporáneo del Huila, Neiva - Colombia.[112][113][114][115][116]

- 2018 - “Homenaje” en torno al 36 Festival Internacional de Caribe Fiesta del Fuego por la Asociación Heredia en Santiago de Cuba, - Cuba.

- 2018 - “I premio estatal de Pintura”, en la 17 Bienal Sinaloense en Culiacán, Sin. - México,

- 2018 - “III premio estatal Centenario del Carnaval”, de la ciudad turística de Mazatlán en Sinaloa, Sin. - México.[117][118] entre otros.
- 2019 - "Mención de honor", Alcaldía de Pitalito, Huila - Colombia.[119]
- 2022 - "Homenaje", Concejo de la ciudad de Neiva Huila - Colombia.[120]
- 2024 - "Reconocimiento", nombrado como "Icono del muralismo en América y el mundo", Organización Naciones Unidas -ONU-, Nueva York - USA.[121][122][123]